# نشيد السلفادور الوطني
نشيد سلفادور الوطني (بالإسبانية:Himno Nacional de El Salvador)،هو النشيد الوطني الرسمي لدولة السلفادور.